# Temple de l'Ananda
Le temple de l'Ananda ou d'Ananda est un des plus beaux monuments bouddhiques de Bagan, dans le centre de la Birmanie (République de l'Union du Myanmar). Édifié par le roi Kyanzittha en 1091, il était originellement dédié à la "sagesse infinie" du bouddha (ananta pinya). Cependant ce terme a été confondu avec le nom d'Ananda, cousin du Bouddha.
Selon la légende, Kyanzittha aurait été inspiré par la description que des moines venus d'Inde lui auraient faite de leur temple, ce qui expliquerait les caractères architecturaux indiens de l'Ananda. Il est de plan carré, avec quatre portails en projection, et un pilier central creusé de quatre niches abritant quatre bouddhas debout, face aux quatre points cardinaux. Éclairés par des ouvertures en hauteur, hauts de 10 m, ils sont visibles dans l'enfilade des vestibules. Ce sont des copies de modèles indiens (deux sont originaux, les deux autres remontent au XVIIIe ou au XIXe siècle). Le temple abrite aussi des statues de Kyanzittha et de Shin Arahan (conseiller religieux de la dynastie depuis Anawrahta), également de style indien.
Le toit est formé de six terrasses successives (pyatthat), dominées par une tour-sanctuaire de type indien (shikhara). Un stûpa très effilé, couvert d'or et d'une ombrelle (hti) culmine à 55 m.
La base du temple est décorée d'une double rangée de plaques de terre-cuite (environ 1500) illustrées de scènes des Jataka.
Très endommagé par le tremblement de terre du 8 juillet 1975, il a été restauré et possède encore aujourd'hui une fonction religieuse. Une fête s'y déroule chaque mois de Pyahto (décembre à janvier dans le calendrier traditionnel birman).

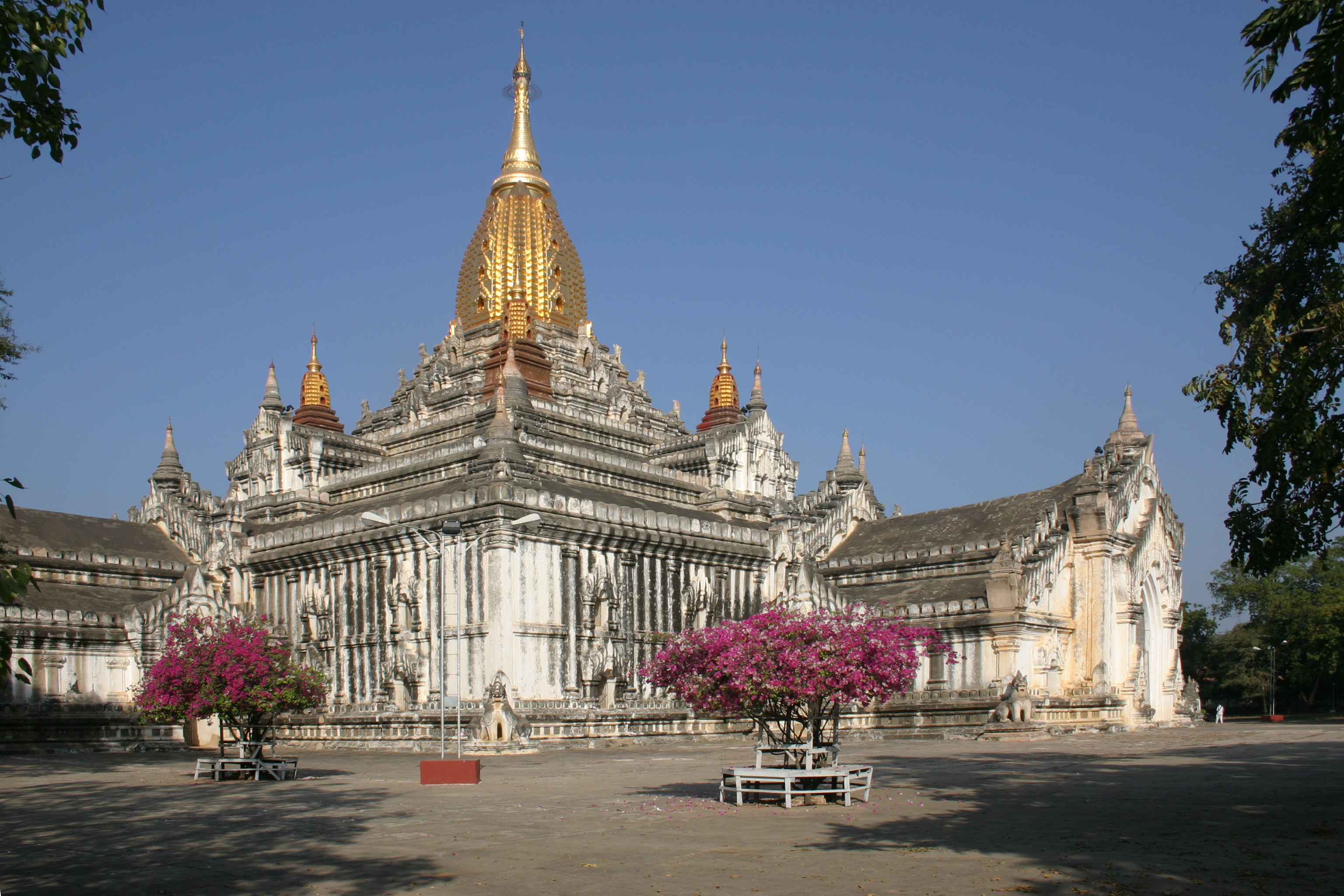
Vue générale
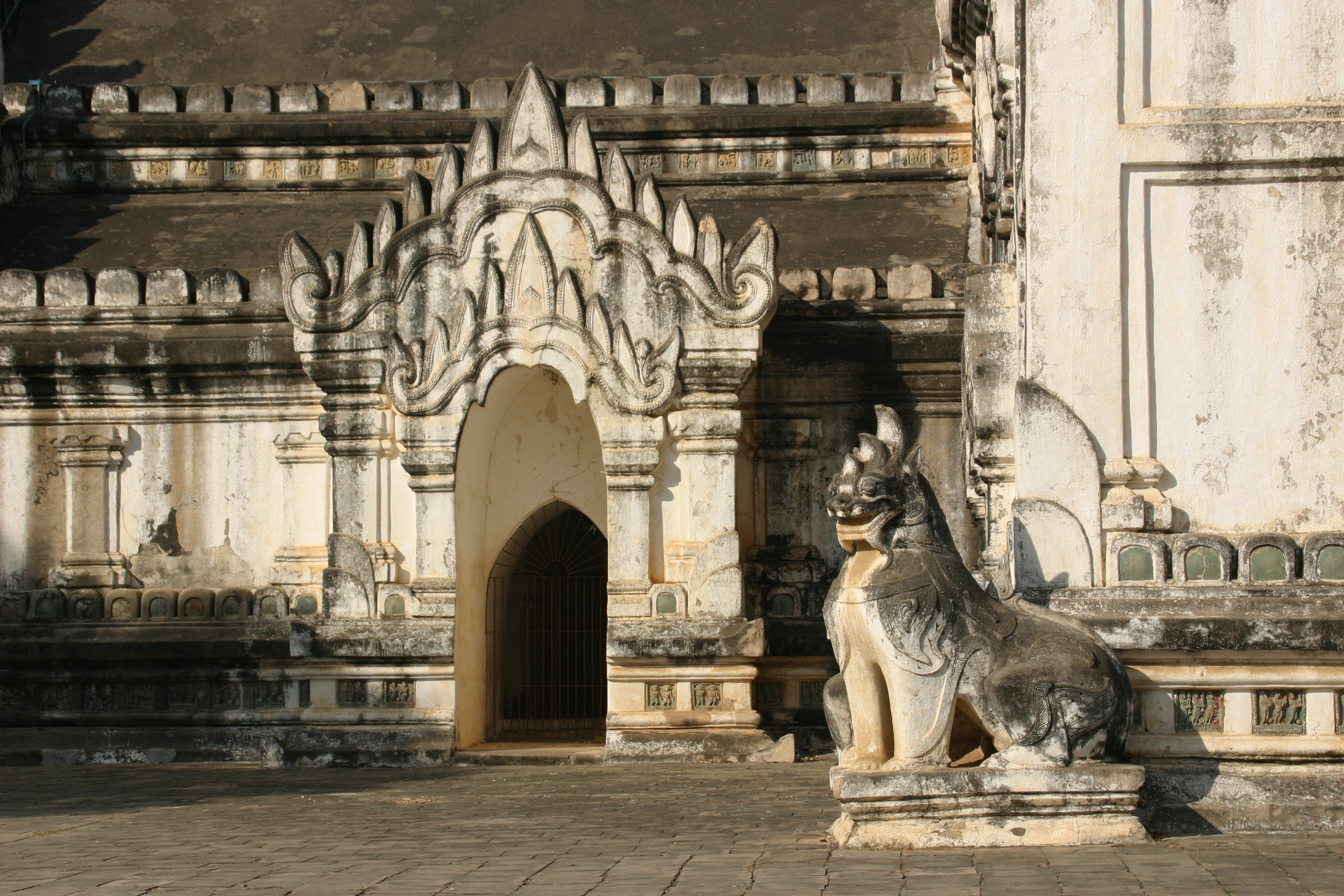
Chinthe récent près d'une entrée latérale
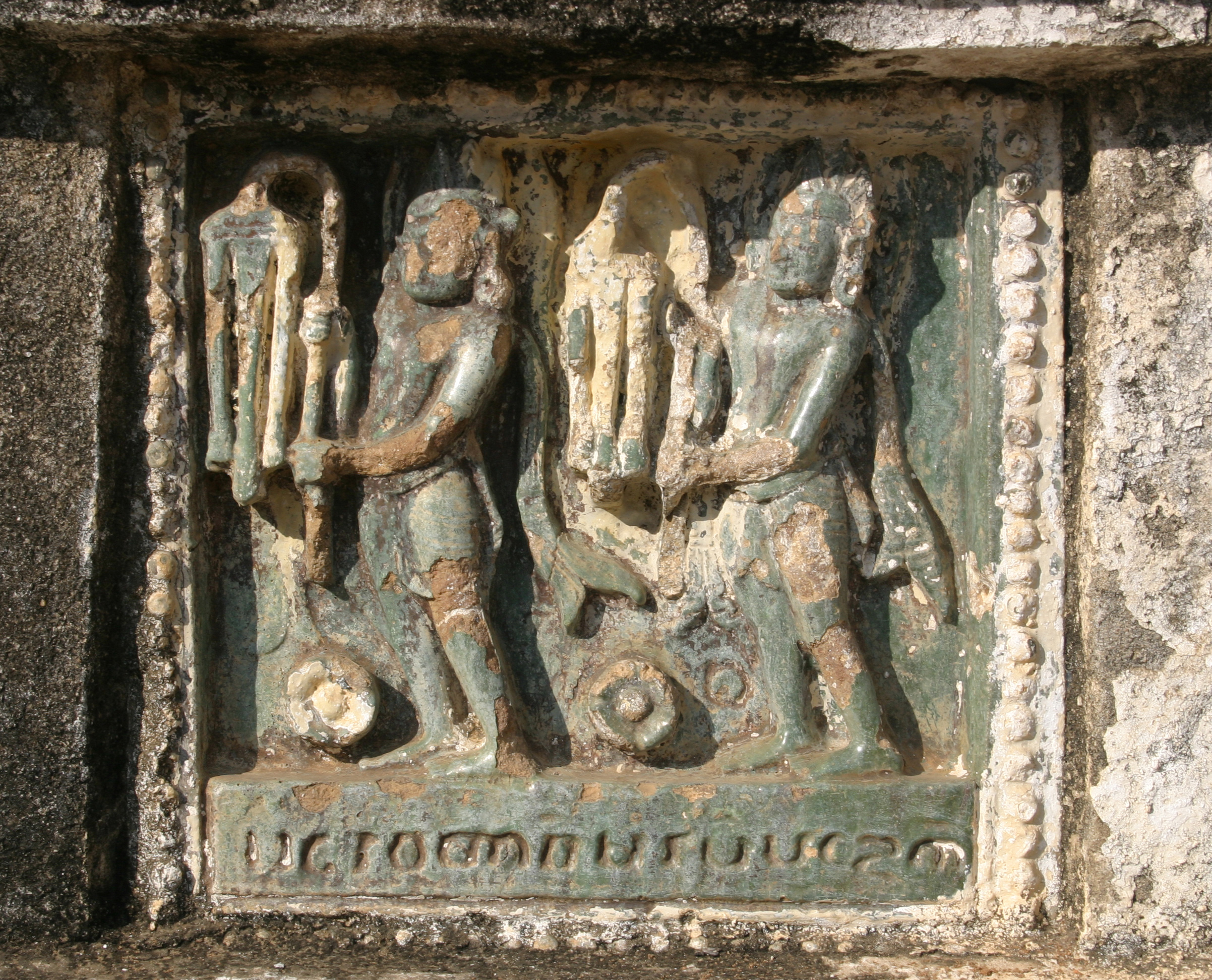
Plaque en terre cuite vernissée
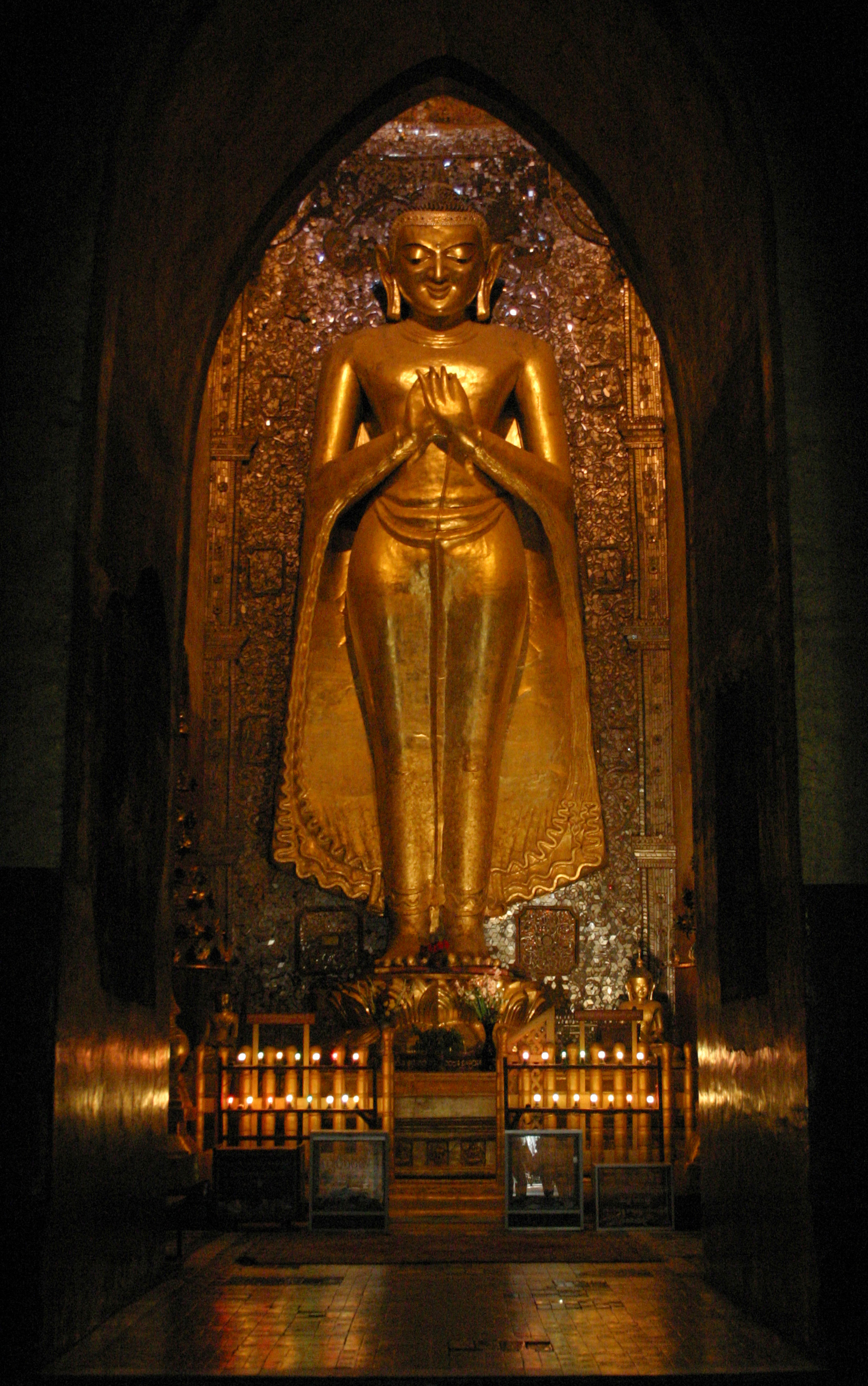
Un des quatre Bouddhas intérieurs
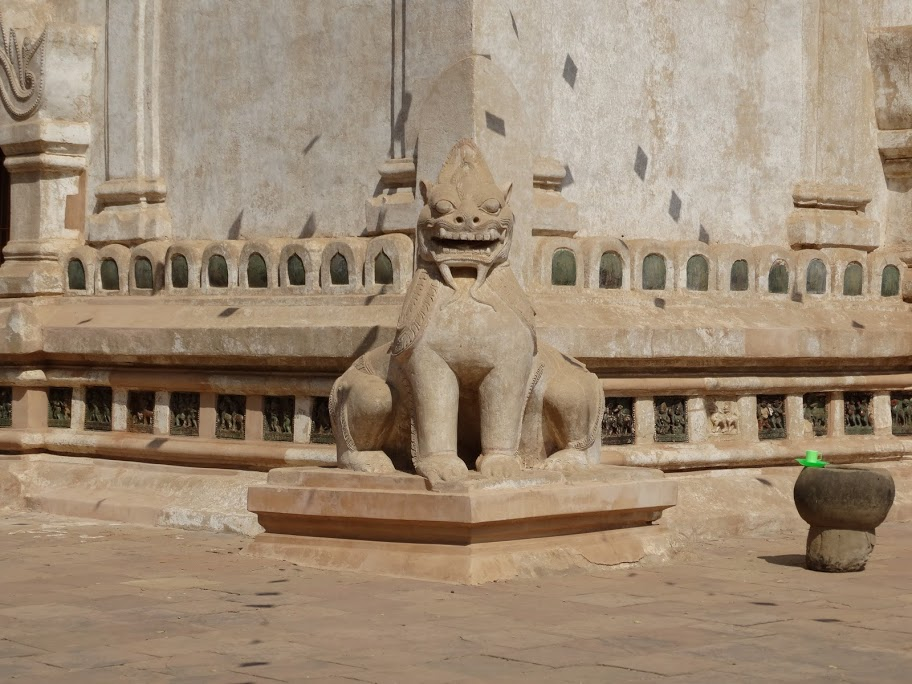
Protection du temple
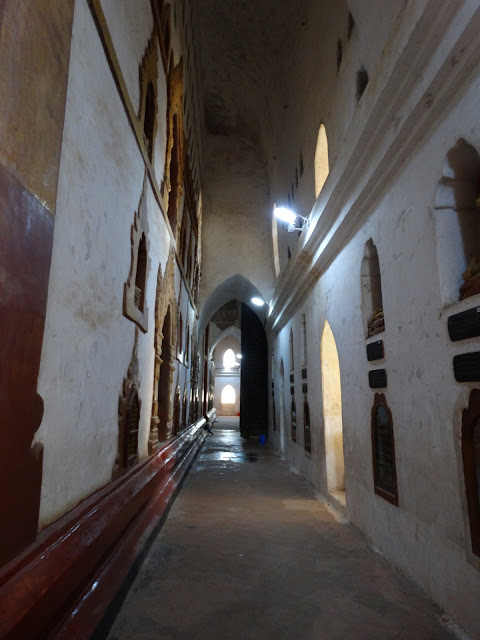
Intérieur du temple